# Pallacanestro Vigarano 2016-2017
Questa voce raccoglie le informazioni riguardanti la Pallacanestro Vigarano nelle competizioni ufficiali della stagione 2016-2017.

## Stagione
La stagione 2016-2017 della Pallacanestro Vigarano, sponsorizzata Meccanica Nova è la terza che disputa in Serie A1 femminile.
Capo allenatore è il faentino Massimo Solaroli. Alla dodicesima giornata viene esonerato Massimo Solaroli, cui subentra il vice Luca Andreoli.

## Verdetti stagionali
Competizioni nazionali
- Serie A1:

stagione regolare: 8º posto su 12 squadre (6-16);
play-off: quarti di finale persi contro Schio (0-2).
- Coppa Italia:

Primo turno perso contro Torino.

## Rosa
|    | Naz.                                         | Ruolo | Sportivo                | Anno | Alt. |  |        |
| -- | -------------------------------------------- | ----- | ----------------------- | ---- | ---- |  | ------ |
| 00 | Italia (bandiera)                            | A     | Rebecca Ferraro         | 2000 | 176  |  |        |
| 1  | Stati Uniti (bandiera)                       | AC    | Lyndra Littles          | 1987 | 185  |  |        |
| 5  | Italia (bandiera)                            | AC    | Jomanda Rosier          | 1989 | 184  |  |        |
| 6  | Italia (bandiera)                            | G     | Silvia Ciarciaglini     | 1996 | 170  |  |        |
| 7  | Italia (bandiera)                            | A     | Benedetta Tridello      | 1999 | 182  |  |        |
| 8  | Italia (bandiera)                            | P     | Erica Reggiani          | 1994 | 174  |  |        |
| 9  | Italia (bandiera)                            | A     | Sara Crudo              | 1995 | 184  |  |        |
| 11 | Italia (bandiera)                            | PG    | Marta Granzotto         | 1992 | 175  |  | [ 6 ]  |
| 14 | Italia (bandiera)                            | A     | Irene Cigliani          | 1992 | 177  |  |        |
| 18 | Italia (bandiera)                            | C     | Gloria Vian             | 1989 | 189  |  | (cap.) |
| 21 | Stati Uniti (bandiera) · Lituania (bandiera) | AC    | Sofija Aleksandravicius | 1991 | 196  |  |        |
| 33 | Stati Uniti (bandiera)                       | G     | Amber Orrange           | 1993 | 173  |  |        |

## Mercato
Riconfermato il capitano Gloria Vian, la guardia Amber Orrange, le ali Irene Cigliani, Sara Crudo e Jomanda Rosier, Silvia Ciarciaglini; la società ha inoltre effettuato i seguenti trasferimenti:
| Acquisti | Acquisti                | Acquisti            | Acquisti   |
| R.       | Nome                    | da                  | Modalità   |
| -------- | ----------------------- | ------------------- | ---------- |
| A        | Rebecca Ferraro         | giovanili           | definitivo |
| AC       | Lyndra Littles          | Club Deportivo CREF | definitivo |
| A        | Benedetta Tridello      | Sistema Rosa        | definitivo |
| P        | Erica Reggiani          | Le Mura Lucca       | definitivo |
| PG       | Marta Granzotto         | Cest. Spezzina      | definitivo |
| AC       | Sofija Aleksandravicius | U.F. Angers         | definitivo |

| Cessioni | Cessioni           | Cessioni          | Cessioni       |
| R.       | Nome               | a                 | Modalità       |
| -------- | ------------------ | ----------------- | -------------- |
| P        | Sofia Vespignani   | Alpo Basket       | fine contratto |
| G        | Martina Capoferri  | B.T. Crema        | fine contratto |
| AC       | Giuditta Nicolodi  | Vicenza           | fine contratto |
| AC       | Federica Tognalini | Le Mura Lucca     | fine contratto |
| G        | Francesca Rivaroli | -                 | fine contratto |
| P        | Rae Lin D'Alie     | Progresso Bologna | fine contratto |
| AC       | Samantha Ostarello | -                 | fine contratto |

### Sessione invernale
| Acquisti | Acquisti | Acquisti | Acquisti |
| R.       | Nome     | da       | Modalità |
| -------- | -------- | -------- | -------- |

| Cessioni | Cessioni        | Cessioni    | Cessioni    |
| R.       | Nome            | a           | Modalità    |
| -------- | --------------- | ----------- | ----------- |
| PG       | Marta Granzotto | Alpo Basket | rescissione |

## Risultati

### Campionato

#### Play-off

##### Ottavi di finale
| Arbitri: | Roberto Radaelli (Rho) Andrea Chersicla (Milano) Chiara Vanzini (Milano) |

|           |          |                    |
| Bruner 22 | Punti    | 17 Reggiani        |
| Bruner 4  | Assist   | 5 Reggiani         |
| Bruner 15 | Rimbalzi | 8 Aleksandravicius |

| Arbitri: | Marco Rudellat (Nuoro) Giacomo Dori (Mirano) Veronica Restuccia (Messina) |

|                                |          |                        |
| Aleksandravicius 22 Orrange 21 | Punti    | 22 Tikvić 13 Bocchetti |
| Orrange 8                      | Assist   | 5 Bruner               |
| Orrange 11                     | Rimbalzi | 14 Tikvić              |

##### Quarti di finale
| Arbitri: | Alessandro Tirozzi (Napoli) Claudia Ferrara (Napoli) Salvatore Nuara (Genova) |

|                       |          |                             |
| Yacoubou 18           | Punti    | 18 Vian                     |
| quattro giocatrici 4  | Assist   | 3 Orrange, Reggiani         |
| Bestagno, Yacoubou 10 | Rimbalzi | 7 Aleksandravicius, Orrange |

| Arbitri: | Marco Catani (Chieti) Fabio Ferretti (Sant'Omero) Valentina Del Monaco (San Felice a Cancello) |

|                              |          |                          |
| Aleksandravicius, Orrange 18 | Punti    | 19 Tagliamento 17 Howard |
| Reggiani 7                   | Assist   | 4 Zandalasini            |
| Aleksandravicius 12          | Rimbalzi | 11 Anderson              |

### Coppa Italia

#### Primo turno
| Arbitri: | Daniele Caruso (Roma) Stefano Wassermann (Maniago) Chiara Corrias (Portogruaro) |

|           |          |                           |
| Bruner 21 | Punti    | 14 Aleksandravicius       |
| Kacerik 7 | Assist   | 3 Crudo, Littles, Orrange |
| Bruner 15 | Rimbalzi | 13 Littles                |

## Statistiche

### Statistiche di squadra
| Competizione | Punti | In casa | In casa | In casa | In casa | In casa | In trasferta | In trasferta | In trasferta | In trasferta | In trasferta | Totale | Totale | Totale | Totale | Totale | Totale |
| Competizione | Punti | G       | V       | P       | Ptf     | Pts     | G            | V            | P            | Ptf          | Pts          | G      | V      | P      | Ptf    | Pts    | Diff.  |
| ------------ | ----- | ------- | ------- | ------- | ------- | ------- | ------------ | ------------ | ------------ | ------------ | ------------ | ------ | ------ | ------ | ------ | ------ | ------ |
| Serie A1     | 12    | 11      | 3       | 8       | 680     | 738     | 11           | 3            | 8            | 696          | 813          | 22     | 6      | 16     | 1376   | 1551   | -175   |
| Play-off     |       | 2       | 1       | 1       | 125     | 147     | 2            | 1            | 1            | 102          | 148          | 4      | 2      | 2      | 227    | 295    | -68    |
| Coppa Italia |       | -       | -       | -       | -       | -       | 1            | 0            | 1            | 52           | 71           | 1      | 0      | 1      | 52     | 71     | -19    |
| Totale       | 12    | 13      | 4       | 9       | 805     | 885     | 14           | 4            | 10           | 850          | 1032         | 27     | 8      | 19     | 1655   | 1917   | -262   |

### Andamento in campionato
| Giornata  | 1  | 2  | 3  | 4  | 5  | 6  | 7  | 8 | 9 | 10 | 11 | 12 | 13 | 14 | 15 | 16 | 17 | 18 | 19 | 20 | 21 | 22 |
| --------- | -- | -- | -- | -- | -- | -- | -- | - | - | -- | -- | -- | -- | -- | -- | -- | -- | -- | -- | -- | -- | -- |
| Luogo     | T  | C  | T  | C  | T  | C  | T  | C | T | C  | T  | C  | T  | C  | T  | C  | T  | C  | T  | C  | T  | C  |
| Risultato | P  | P  | P  | P  | V  | P  | V  | P | V | P  | P  | P  | P  | P  | P  | V  | P  | V  | P  | V  | P  | P  |
| Posizione | 11 | 10 | 10 | 10 | 10 | 10 | 10 | 9 | 9 | 9  | 9  | 9  | 10 | 10 | 10 | 10 | 10 | 9  | 9  | 8  | 8  | 8  |

Legenda:

Luogo: C = Casa; T = Trasferta. Risultato: V = Vittoria; N = Pareggio; P = Sconfitta.

### Statistiche delle giocatrici
Campionato (stagione regolare e play-off) e Coppa Italia
| Giocatrice              | Partite | Partite | Partite | Pun | Min. | Falli | Falli | Tiri da 2 | Tiri da 2 | Tiri da 2 | Tiri da 3 | Tiri da 3 | Tiri da 3 | Tiri Liberi | Tiri Liberi | Tiri Liberi | Rimbalzi | Rimbalzi | Rimbalzi | Stopp. | Stopp. | Palle | Palle | Ass | Val. | Val.  | A+dP |
| Giocatrice              | Pr      | PG      | SF      | Pun | Min. | C     | S     | R         | T         | %         | R         | T         | %         | R           | T           | %           | O        | D        | T        | D      | S      | P     | R     | Ass | Lega | OER   | A+dP |
| ----------------------- | ------- | ------- | ------- | --- | ---- | ----- | ----- | --------- | --------- | --------- | --------- | --------- | --------- | ----------- | ----------- | ----------- | -------- | -------- | -------- | ------ | ------ | ----- | ----- | --- | ---- | ----- | ---- |
| Sofija Aleksandravicius | 27      | 27      | 27      | 397 | 955  | 38    | 57    | 177       | 376       | 47,1      | 0         | 4         | 0,0       | 43          | 54          | 79,6        | 60       | 129      | 189      | 14     | 16     | 75    | 33    | 29  | 376  | 11,64 | -13  |
| Amber Orrange           | 27      | 27      | 27      | 394 | 973  | 52    | 103   | 133       | 272       | 48,9      | 20        | 69        | 29,0      | 68          | 87          | 78,2        | 28       | 116      | 144      | 3      | 11     | 86    | 88    | 98  | 474  | 9,70  | 100  |
| Lyndra Littles          | 27      | 23      | 23      | 309 | 691  | 60    | 95    | 113       | 274       | 41,2      | 1         | 10        | 10,0      | 80          | 118         | 67,8        | 59       | 120      | 179      |        | 13     | 106   | 29    | 31  | 256  | 8,25  | -46  |
| Erica Reggiani          | 27      | 27      | 27      | 165 | 825  | 91    | 100   | 37        | 106       | 34,9      | 18        | 57        | 31,6      | 37          | 48          | 77,1        | 14       | 89       | 103      | 5      | 9      | 109   | 56    | 67  | 168  | 5,02  | 14   |
| Sara Crudo              | 27      | 19      | 19      | 142 | 502  | 38    | 41    | 43        | 91        | 47,3      | 10        | 44        | 22,7      | 26          | 34          | 76,5        | 18       | 78       | 96       | 2      | 4      | 45    | 32    | 19  | 155  | 5,69  | 6    |
| Gloria Vian             | 27      | 27      | 4       | 108 | 447  | 51    | 9     | 44        | 92        | 47,8      | 5         | 20        | 25,0      | 5           | 6           | 83,3        | 23       | 48       | 71       | 3      | 2      | 33    | 7     | 11  | 59   | 17,99 | -15  |
| Irene Cigliani          | 27      | 27      | 8       | 98  | 631  | 36    | 14    | 13        | 26        | 50,0      | 23        | 78        | 29,5      | 3           | 5           | 60,0        |          | 37       | 37       |        |        | 14    | 23    | 12  | 64   | 2,11  | 21   |
| Marta Granzotto         | 12      | 11      |         | 22  | 188  | 14    | 2     | 1         | 5         | 20,0      | 6         | 28        | 21,4      | 2           | 2           | 100,0       |          | 10       | 10       |        |        | 18    | 16    | 4   | -4   | 7,14  | 2    |
| Jomanda Rosier          | 27      | 17      |         | 18  | 151  | 8     | 3     | 3         | 4         | 75,0      | 4         | 13        | 30,8      |             |             |             | 7        | 17       | 24       |        |        | 3     | 4     | 3   | 31   | 0,31  | 4    |
| Benedetta Tridello      | 26      | 9       |         | 2   | 40   | 2     | 2     | 0         | 1         | 0,0       | 0         | 2         | 0,0       | 2           | 2           | 100,0       |          | 5        | 5        |        |        | 1     |       |     | 3    | 0,08  | -1   |
| Rebecca Ferraro         | 27      | 9       |         |     | 20   |       |       | 0         | 2         | 0,0       | 0         | 2         | 0,0       |             |             |             |          | 1        | 1        |        |        |       | 2     |     | -1   | 0,00  | 2    |
| Silvia Ciarciaglini     | 27      | 1       |         |     | 2    |       |       |           |           |           |           |           |           |             |             |             | 2        |          | 2        |        |        |       |       |     | 2    | 0,00  |      |